# 1917年香港潔淨局選舉
1917年香港潔淨局選舉原定在3月30日舉行，選出潔淨局的一名非官守議員。菲臘·華萊士·高德陵在同月較早前請辭後，晏禮伯獲普樂和義德提名，競逐空缺議席，最終在無競爭下當選。